# 고대 이집트의 건축
고대 이집트의 건축은 풍부한 석재(石材)를 사용한다. 처음에는 햇볕에 말린 벽돌이 주였으나 제2왕조 이후 왕릉(王陵, 피라미드)과 신전(神殿)은 모두 석조로서 주로 석회암이고 요소에 화강암이 사용되었다. 왕궁메리과 주택은 왕조시대를 통하여 벽돌과 목재를 썼다. 석재는 아스완의 화강암과 투르의 석회암, 시르시라의 사암(砂岩), 하트느바의 알라바스터 등이 특히 유명하고 목재는 레바논의 삼나무를 즐겨 썼다.

## 신전
선(先)왕조시대에 있어서 각 지방의 신전은 간단한 오두막을 짓는 식인 듯하였으나 왕조시대 초기부터 본격적인 건축이 되고 후에 석재를 주재로 하고 형식도 복잡하게 되어 '신의 전당'으로서 손색이 없게 되었다. 카르나크의 아멘 신전과 같은 거대한 건축도, 기본적으로 정면 입구의 탑문(塔門)과 중정(中庭), 전실(前室) 및 지성소(至聖所)로 되어 있고, 여기에 성지(聖地)와 나일강 수량계(水量計) 및 후기 왕조에는 특히 탄생전(誕生殿)이 부설되고 경내(境內)를 연와(煉瓦)벽으로 둘러쌌다. 탑문 앞에 왕조의 거상(巨像)과 오벨리스크가 각각 한 쌍씩 세워지고 벽면 전체에는 신에 대한 숭배와 왕의 업적을 표시하는 채색부조(彩色浮彫)가 되어 있으며 앞칸은 다주실(多柱室)로 되어 있다. 장제전(葬祭殿)은 특정한 왕의 장례와 제사를 위한 것으로서 신(新)왕국 시대에 성행하였으나 구조적으로는 일반신전과 큰 차이가 없다. 하트솁수트(제18왕조) 여왕의 장제전은 테라스식(式)인데 특수한 구조를 가지고 있다. 암굴 신전은 절벽을 이용하여 파서 만든 것으로 누비아의 아부심벨 신전이 대표적이다.

## 석주와 기둥머리
건축용 기둥에는 목재도 사용하였으나 현존하는 것은 모두 석재이다. 거의 모두가 식물을 모형으로 했는데 야자수형 기둥은 연 줄기 묶음의 기둥에 꽃의 봉오리나 활짝 핀 꽃의 기둥머리를 붙인 것이며 파피루스형 기둥도 그와 같다. 프톨레마이오스 왕조에 이르면 이러한 복합형도 열 종류가 있다. 주두에 하트홀 여신 얼굴의 주두를 붙인 것도 있다. 화강암·석회암·사암이 주로 사용되었고, 한개만으로 된 돌 기둥이나 드럼형(型)의 돌을 쌓아올린 기둥도 있고 비문(碑文)을 파서 채색한 경우도 있다.

## 오벨리스크
오벨리스크(obelisk)는 신전(神殿)의 탑문(塔門) 앞에 좌우 일기(一基)마다 설치된, 약간 끝이 가는 4각형의 거대한 석주로, 끝은 4각추(四角錐)이며 기둥의 표면에는 히에로글리프비(碑)가 있다. 헬리오폴리스 태양신 숭배에서 기원한다고 말해진다. 통상적으로 아스완의 화강암을 끓어 낸 것으로서 하트솁수트 여왕의 것은 높이가 30m, 300t 이상에 달한다. 지금까지 50기(基) 이상이 침입자의 기념품으로 해외에 가지고 나가게 되어 원위치에 서 있는 것은 5기에 불과하다.안녕하세요

## 분묘
영혼 불멸을 믿었던 이집트 사람은 묘, 즉 영원한 집의 건축에 큰 관심을 기울였다. 선(先)왕조시대에는 원(圓) 또는 타원형의 수혈(竪穴)이었으나 제1왕조경부터 마스타바분(mastaba墳)이 출현하였다. 이것은 직 4각형 평면의 피라미드를 단두(斷頭)한 모양인데 기와나 석회암으로 만들어지고, 현실(玄室)은 지하에 두고 사당(祠堂)은 지상에 설치하였다. 초기 왕조의 묘도 이 형식이다. 사당의 방 벽면은 각종의 광경이 부조로 덮여 있으며, 맨 안쪽에 영혼이 출입하는 위문(僞門)을 만들어 두었다. 제3왕조부터는 거대한 피라미드가 왕묘(王墓)가 되어 제17왕조까지 답습되었다. 제18왕조로부터 왕묘는 인적이 드문 산중의 암굴분(岩窟墳)이 되고, 신전은 분리하여 장제전(葬祭殿)이 되었다. 귀족의 묘도 단애(斷崖)나 경사진 사면을 이용한 암굴분이 되어 입구 위쪽으로 피라미드를 구축한 예도 있다. 벽면은 회화 또는 부조로 덮여 있어 회화사(繪畵史) 연구의 귀중한 자료를 제공해 주고 있다. 왕묘의 경우에는 긴 종교문서 비문(碑文)을 새겨 두었다. 정중한 장례가 당시의 풍속이었기 때문에 부장품은 다량에 이르러 이집트 미술의 공급원이 되고 있다.

### 피라미드
피라미드(pyramid)는 제3왕조부터 출현한 왕릉의 한 형식이다. 완성을 본 것은 제4왕조 쿠푸왕의, 높이 약 147m의 석축(石築)으로, 거대한 4각추형의 본체와 상·하 신전과 참도(參道) 등의 복합으로서 현실은 본체 내부나 또는 지하에 설치되어 있다. 중(中)왕국시대에는 석재 대신으로 햇볕에 말린 벽돌도 사용되었으며 신왕국시대 이후에는 귀족의 분묘에도 규모가 작은 것을 받아들여 나파타·메로에서의 왕묘 형식으로 이어져 갔고 로마에도 이것을 모방한 묘가 있다.

## 스핑크스
스핑크스(sphinx)는 사자의 몸뚱이에 사람의 머리를 붙인 동물로 왕권의 상징, 선한 자의 보호신 역할을 하였다. 가장 오래되고 최대의 것은 제3왕조 카프라왕의 피라미드에 부설되어 있고, 길이 80m에 달하여 이것이 신왕국시대에는 하르마키스 신으로서 숭배되었다. 카르나크 신전 등의 참도(參道) 양측의 스핑크스는 아몬 신의 신수(神獸)인 양의 머리를 붙여 '두 개의 지평선(영토)'의 수호신으로 하였다. 그리스 신화의 그것과는 전혀 다르다.

## 주택
이집트에서는 신전이나 묘는 석재이기 때문에 유적으로서 많이 남아 있으나 주택의 예는 적다. 이것은 건축 재료가 소멸되기 쉬운 볕에 말린 벽돌이나 나무 또는 갈대 등이었고 택지도 현대와 다름이 없었기 때문이다. 그러나 아마르나 유적이나 묘의 벽화, 그리고 가옥의 모형(부장품) 등으로 대략은 알 수 있다. 즉 대저택은 연와(煉瓦)로 담을 둘러싼 정원에 못을 파고 수목을 심었다. 건물은 이층으로 방이 열개 이상인 것도 있으며 원주(圓柱)가 있는 파브리크의 방으로 나뉘어서 시중들의 방·부엌·욕실·변조 등이 부속되어 있었다. 가구는 침대·의자·작은 탁자·장궤(長櫃) 등이고 벽걸이와 일종의 양탄자 같은 것도 애호되었다. 창문은 천장 가까이에 만들어져서 외부의 열을 차단하였다. 부지내에 성당(聖堂)을 세우고 담벼락에 연하여 가축의 우리나 사일로를 설치하였다. 일반의 가옥은 훨씬 간단하여 현대의 농가와 유사하고 이층집의 경우에는 아래층이 창고가 되어 있었다. 일반적으로 북쪽에 시원한 바람을 쏘일 테라스를 붙이고 있다. 묘를 파는 인부 등은 방이 이어달린 긴 집에 집단적으로 거주하였다.

## 같이 보기
- 고대 이집트의 미술